# Henri Lignon
Pour les articles homonymes, voir Lignon.
Henri Lignon, de son vrai nom Jean Baptiste Henri Digout, né le 25 juillet 1884 à Lunéville et mort le 30 octobre 1935 à Tarbes, est un coureur cycliste français. Il a été deux fois deuxième du championnat de France en 1907 et 1909, et seizième du Tour de France 1905.

## Biographie
Mobilisé pendant la Première Guerre mondiale, il est blessé par balle au bras gauche à Souain le 28 septembre 1915.

## Distinctions
- Croix de guerre 1914-1918, étoile de bronze

## Palmarès
- 1904
  - Paris-Fontainebleau
  - Paris-Montargis
- 1907
  - Paris-Dieppe
  - 2e du championnat de France sur route
- 1908
  - 4e de Paris-Tours
- 1909
  - Trophée de France
  - 7e étape du GP Wolber
  - 2e du championnat de France sur route
  - 3e de Paris-La Flèche
  - 10e du Tour de Lombardie
- 1910
  - Coppa Val d'Olona
  - 3e du Tour de Romagne
- 1911
  - 5e de Milan-San Remo

## Résultats sur le Tour de France
4 participations
- 1905 : 16e
- 1907 : non-partant (10e étape)
- 1908 : abandon (5e étape)
- 1914 : abandon (6e étape)